# Scopula annubiata
Scopula annubiata är en fjärilsart som beskrevs av Otto Staudinger 1892. Scopula annubiata ingår i släktet Scopula och familjen mätare. Inga underarter finns listade.